# Скобля Олексій Миколайович
Олексі́й Микола́йович Скобля (біл. Аляксей Мікалаевіч Скобля; 14 березня 1990, Мінськ, БРСР — 13 березня 2022, Мощун, Україна) — український військовослужбовець, старший сержант Збройних сил України, учасник російсько-української війни, що загинув у ході російського вторгнення в Україну в 2022 році.

## Життєпис
У школі цікавився історією, був членом кількох клубів, які займалися історичною реконструкцією. Навчався в автомеханічному коледжі. Вступив до інституту, але покинув заради участі в АТО після захоплення Криму Росією. Довгий час служив бойовим медиком і врятував сотні життів.
Приблизно за півтора року до повномасштабного нападу Олексій захотів мирного життя. Він одружився, планував опанувати мирну професію, вивчав можливості стажування в ІТ-компаніях. Але все змінило 24 лютого 2022 року.
У ході російського вторгнення в Україну 2022 року старший сержант Олексій Скобля брав участь у бойових діях поблизу Бучі, Ірпеня та Мощуна. Він здійснював евакуацію поранених із поля бою, надавав меддопомогу військовикам і цивільним. У середині березня група Олексія потрапила у ворожу засідку поблизу Мощуна, авто, яким їхали бійці, впритул розстріляли росіяни. Олексій зазнав поранення в аорту й тому, розуміючи, що не виживе, вирішив ціною власного життя залишитися та прикривати відхід групи.

## Нагороди
- Орден «За мужність»
  - III ступеня (2019)  — за особисту мужність і самовіддані дії, виявлені у захисті державного суверенітету та територіальної цілісності України, вірність військовій присязі[3].
  - II ступеня (2022, посмертно) — за особисту мужність і самовіддані дії, виявлені у захисті державного суверенітету та територіальної цілісності України, вірність військовій присязі[4].
- Звання «Герой України» з удостоєнням ордена «Золота Зірка» (12 квітня 2022, посмертно) — за особисту мужність і героїзм, виявлені у захисті державного суверенітету та територіальної цілісності України, вірність військовій присязі[5].
- Медаль ордена Погоні (Рада БНР; 24 листопада 2022, посмертно) [6]

## Вшанування пам'яті
У місті Хмельницький є вулиця Олексія Скоблі.
У травні 2023 року біля села Мощун у Бучанському районі Київської області встановлено пам'ятний знак на честь Олексія Скоблі.